# Асташин Єгор Фролович
Асташин Єгор Фролович (31 серпня 1918, д. Клечатове, Смоленська губернія — 11 листопада 1987, Москва) — полковник Радянської Армії, учасник Німецько-радянської війни, Герой Радянського Союзу (1943).

## Біографія
Єгор Фролович Асташин народився 31 серпня 1918 року в селі Клечатове (нині — Рогнідинський район Брянської області) у селянській родині. Після закінчення педагогічного училища у місті Жиздра Калузької області працював учителем. 1939 року Асташин був призваний на службу до Робочо-селянської Червоної Армії. Брав участь у поході до Бессарабії у 1940 році. 1941 року закінчив Харківське військово-політичне училище, 1942 року — курси командирів рот при Військовій академії імені Фрунзе. У 1942 році вступив до ВКП(б).
З серпня 1942 — на фронтах Німецько-радянської війни. До осені 1943 року гвардії капітан Єгор Асташин командував батальйоном 184-го гвардійського стрілецького полку 62-ї гвардійської стрілецької дивізії 37-ї армії Степового фронту. Відзначився під час битви за Дніпро. Наприкінці вересня 1943 року батальйон під командуванням Асташина форсував річку та захопив кілька висот на правому березі біля села Мішурін Ріг Верхньодніпровського району Дніпропетровської області. Противник здійснив кілька запеклих контратак, але батальйон утримав плацдарм, знищивши 8 танків та близько 300 німецьких солдатів та офіцерів.
Указом Президії Верховної Ради СРСР від 20 грудня 1943 року гвардії капітан Єгор Асташин був удостоєний високого звання Героя Радянського Союзу з врученням ордена Леніна та медалі «Золота Зірка».
Після закінчення війни 1945 року закінчив курси «Постріл», 1950 року — Військову академію імені Фрунзе. 1979 року в званні полковника вийшов у відставку. Проживав і працював у Москві. Помер 11 листопада 1987 року, похований у колумбарії на Ваганьківському цвинтарі.
Також нагороджений орденом Олександра Невського, орденами Вітчизняної війни 1-го та 2-го ступенів, двома орденами Червоної Зірки, поруч медалей.
Ім'я Єгора Фроловича Асташина носить середня освітня школа та центральний бульвар селища Рогнідіно Брянської області. У селищі Дубровка Брянської області на згадку про Асташині встановлено меморіальну дошку.